# Paolo Andrea Colombo
Paolo Andrea Colombo (Milano, 12 aprile 1960) è un dirigente d'azienda italiano.

## Biografia
Dal 1989 Colombo ricopre l'incarico di docente presso la cattedra di Contabilità e bilancio all'Università Bocconi di Milano, istituto nella quale ha conseguito la sua laurea in Economia Aziendale nel 1984. Dottore Commercialista e Revisore dei Conti è stato consigliere di amministrazione di varie società, tra le quali Saipem, Pirelli Pneumatici, Publitalia 80, RCS Mediagroup, Telecom Italia Mobile, Credit Suisse Italy, Eni e Sias.
È socio fondatore di Colombo & Associati, società di consulenza aziendale e finanziaria, attiva dal 2006.
È presidente del collegio sindacale di GE Capital, Interbanca, di Aviva Vita e membro del Consiglio d'amministrazione di Mediaset e Versace.
È membro della Commissione Trilaterale.
Dal 13 maggio 2011 al 23 maggio 2014 è stato presidente di Enel.
Dal 2015 è consigliere d'amministrazione di Alitalia.
Dalla primavera 2015 è il presidente di Saipem.